# 펑위옌
펑위옌(彭于晏, 1982년 3월 24일 ~ )은 캐나다 국적의 타이완 배우이다. 13살에 캐나다로 유학을 간 뒤 브리티시 컬럼비아 대학교에 입학하여 경제학을 전공하였다. 사업가가 되려고 했으나 20살에 할머니의 장례식으로 타이완에 돌아왔을 때, Yang Daqing 감독의 눈에 띠어 '애정백피서(愛情白皮書)'에 출연하며 배우 생활을 시작하였다.

## 작품들

### 영화
| 년도 | 제목                                                                 | 역할       |
| ---- | -------------------------------------------------------------------- | ---------- |
| 2005 | 어 레코드 (a Record)                                                 |            |
| 2006 | 6번 출구 (六號出口)                                                  | 판다잉     |
| 2006 | 연야조상관 (午夜照相館)                                              | 아하이     |
| 2007 | 니파적순백 (泥巴色的純白)                                            |            |
| 2007 | 기인결정아애니 (基因決定我愛你)                                      |            |
| 2008 | 슬립리스니스 올 스루 더 나이트 (Sleeplessness All Through the Night) |            |
| 2008 | 여인불괴 (女人不壞)                                                  | 모치이엔   |
| 2008 | 애적발성연습 (愛的發聲練習)                                          | 아랑       |
| 2009 | 청설 (聽說)                                                          | 티엔커     |
| 2010 | 근재지척 (近在咫尺)                                                  |            |
| 2010 | 사랑의 화법 (戀人絮語)                                               |            |
| 2011 | '굿 앤 배드 인 라이프 (Good and Bad in Life)                         |            |
| 2011 | 하일악유유 (夏日乐悠悠)                                              |            |
| 2011 | 점프 아쉰 (翻滾吧!阿信)                                              | 아쉰       |
| 2012 | 러브 (Love)                                                          | 카이       |
| 2012 | 콜드 워 (Cold war)                                                   | 조이       |
| 2012 | 타이치 0 (太极)                                                      |            |
| 2012 | 타이치 히어로 3D (太極Ⅱ：英雄崛起)                                   |            |
| 2013 | 이별계약                                                             | 리싱       |
| 2013 | 격전(激战)                                                           |            |
| 2013 | 티 하우스 (Tea house)                                                |            |
| 2014 | 라이즈 오브 더 레전드 (Rise of the Legend)                           |            |
| 2014 | 파풍: 스피드 매치 (TO THE FORE)                                      |            |
| 2014 | 총총나년 (匆匆那年)                                                  | 천쉰(陈寻) |
| 2016 | 홍금보의 보디가드 (特工爺爺)                                         |            |
| 2016 | 위성: 영웅들의 귀환 (危城)                                           |            |
| 2016 | 오퍼레이션 메콩 (Operation Mekong)                                   | 팡신우     |
| 2017 | 승풍파랑 (乘风破浪)                                                  | 아정       |
| 2017 | 손오공 (悟空传)                                                      |            |
| 2017 | 그날은 오리라 (明月几时有)                                           |            |

### 음악
- 비애불가(非愛不可)
- 변색룡(變色龍, 카멜레온)